# Cícero Braga
Cícero Braga é um jogador de xadrez do Brasil, com diversas participações nas Olimpíadas de xadrez. Braga participou das edições de 1978, 1988, 1992, 1996, 2000, 2002, 2004 e 2008 tendo conquistado em participações individuais a medalha de bronze em 1978 no quarto tabuleiro.